# 미요시 다쿠지
미요시 다쿠지(일본어: 三好 拓児, 1978년 8월 20일 ~ )는 일본의 전 축구 선수이다.

## 구단 경력
과거 아비스파 후쿠오카, 사간 도스에서 활동하였다.